# Mokona
Pour le personnage de manga, voir Mokona (Magic knight Rayearth).
Mokona (もこな, née le 16 juin 1968 à Kyoto) est un membre du collectif de création de manga CLAMP, composé uniquement de femmes. Son nom d'artiste était autrefois Mokona Apapa, mais elle a récemment réduit son nom en Mokona (もこな) tout court. 
Son nom a aussi été donné aux mascottes de Magic knight Rayearth, de xxxHOLiC et de Tsubasa Reservoir Chronicle.